# Brasilocerus oberthuri
Brasilocerus oberthuri är en skalbaggsart som först beskrevs av Maurice Pic 1955.  Brasilocerus oberthuri ingår i släktet Brasilocerus och familjen Phengodidae. Inga underarter finns listade i Catalogue of Life.